# Постников, Михаил Михайлович
Михаи́л Миха́йлович По́стников (27 октября 1927; Шатура, Московская губерния — 27 мая 2004; Москва) — советский и российский математик, педагог, доктор физико-математических наук. Лауреат Ленинской премии.

## Биография
Родился в семье инженера. В юном возрасте переехал с родителями в Пермь, рано — в десятилетнем возрасте — потерял отца.
Поступил на математический факультет Пермского ГУ после 8-го класса школы, где слушал лекции и посещал специальные семинары по математическому анализу Софьи Александровны Яновской.
Осенью 1943 года М. Постников, вслед за вернувшейся в Москву С. А. Яновской, переводится на мехмат МГУ, который окончил в 1945 году, пройдя II—V курсы университета за два года (по условиям военного времени занятия на чётных курсах шли по утрам, а на нечётных — по вечерам, и можно было посещать занятия ежедневно на двух курсах. Кроме того, сдал ещё 17 спецкурсов: все, которые тогда читались на факультете, сам он позднее объяснял произошедшее желанием заглушить чувство голода: «Отвлекаешься, и не так сильно есть хочется. А уж раз прослушал, то надо и сдать»).
М. Постников был аспирантом Л. С. Понтрягина.
Он [Постников] очень способный и дельный парень, уже окончил второй курс аспирантуры, а ему ещё нет двадцати лет, притом учится очень основательно и очень много знает, во многих областях гораздо больше меня.Л. С. Понтрягин
В 1945 году он начал своё обучение в аспирантуре механико-математического факультета, а летом 1947 года был переведён научным руководителем в аспирантуру Математического института им. В. А. Стеклова АН СССР, что потом позволило ему распределиться туда на работу. Впоследствии, вспоминая годы обучения в аспирантуре, Постников говорил, что его очень разозлило то понятое им обстоятельство, что Л. С. Понтрягин предлагал ему задачи, решения которых ему (Л. С. Понтрягину) были известны. Сам Михаил Михайлович в своей педагогической манере не боялся работать с аспирантами, учась вместе с ними, и никогда не предлагал им решать уже решённые задачи.
Основные работы М. Постникова лежат в области алгебраической топологии, особенно теории гомотопий, а также дифференциальной топологии. За эти работы он был удостоен премии Московского математического общества для молодых учёных (1957). В 1961 году он стал лауреатом Ленинской премии за разработку теории гомотопных непрерывных отображений.
С 1949 года, после защиты кандидатской диссертации, и до конца жизни работал в МИАН. В 1953 году в возрасте 26 лет защитил диссертацию на соискание учёной степени доктора физико-математических наук.
С 1954 по 1960 он преподавал в МГУ на кафедре высшей алгебры, а с 1965 года — на кафедре высшей геометрии и топологии мехмата МГУ. По воспоминаниям учеников, «его блестящие лекции запоминались на всю жизнь». Постников написал более 15 учебников и монографий, до сих пор являющихся одними из лучших по своему направлению. Около 40 лет он руководил на мехмате МГУ научно-исследовательским семинаром по алгебраической топологии.
Определённую известность получили ряд общественно-педагогических выступлений М. Постникова. Так, в разгар Перестройки им была предпринята попытка просвещения широких кругов соотечественников по вопросу научной обоснованности устройства советской школы (публикация М. Постниковым в 1987 году в Литературной газете статьи «Школа с уклоном в будущее»). В статье автор сослался на партийный призыв о том, что «Школа должна готовить к жизни» и, воздерживаясь от прямой критики существующей школьной системы, просто напомнил, почему в СССР сложился именно такой осколок дореволюционной школы, затем попытался «в общих чертах» научно обрисовать набросок школы будущего. Статья привлекла внимание общественности; большинство читателей «ЛГ» со всего СССР поддержали профессора, многие требовательно ставили вопрос о необходимости воплощения высказанных замыслов в жизнь.
Однако, этого не произошло.
М. М. Постников, интересовавшийся работами Н. А. Морозова по пересмотру исторической хронологии, пропагандировал его работы, тем самым став одним из предшественников псевдонаучной «Новой хронологии», разрабатывавшейся на начальных этапах совместно с А. Т. Фоменко. После ссоры с Фоменко создал собственную реконструкцию истории, также подвергавшуюся критике за псевдонаучность и непрофессионализм.
Похоронен на Даниловском кладбище Москвы.

## Ученики
Почти все московские специалисты в области алгебраической топологии являются учениками М. М. Постникова или учениками его учеников. Его учениками являются С. П. Новиков, А. А. Болибрух, А. Ф. Харшиладзе, Ю. Б. Рудяк, А. В. Пажитнов и ряд других учёных.

## Конференция памяти М. М. Постникова
В 2007 году в Бендлево близ Познани во дворце Потоцкого состоялась международная конференция, посвящённая 80-летию М. М. Постникова, под эгидой Международного математического центра имени Стефана Банаха.

## Книги на русском языке
по математике
- Магические квадраты — М.: Физматгиз, 1963
- Теория Галуа — М.: Физматгиз, 1963
- Вариационная теория геодезических — М.: Физматгиз, 1965
- Введение в теорию Морса — М.: Наука, 1971
- Аналитическая геометрия — М.: Наука, 1973
- Теорема Ферма. Введение в алгебраическую теорию чисел — М.: Наука, 1978
- Введение в алгебраическую теорию чисел — М.: Наука, 1982
- Лекции по геометрии. Семестр I. Аналитическая геометрия — М.: Наука, 1979
- Лекции по геометрии. Семестр I. Аналитическая геометрия — М.: Наука, 1986
- Лекции по геометрии. Семестр II. Линейная алгебра и дифференциальная геометрия — М.: Наука, 1979
- Лекции по геометрии. Семестр II. Линейная алгебра — М.: Наука, 1986
- Лекции по геометрии. Семестр III. Гладкие многообразия — М.: Наука, 1987
- Лекции по геометрии. Семестр IV. Дифференциальная геометрия — М.: Наука, 1988
- Лекции по геометрии. Семестр V. Группы и алгебры Ли — М.: Наука, 1982
- Лекции по геометрии. Семестр V. Риманова геометрия — М.: Факториал, 1998
- Устойчивые многочлены — М.: Наука, 1981
- Лекции по алгебраической топологии. Основы теории гомотопий — М.: Наука, 1984
- Лекции по алгебраической топологии. Теория гомотопий клеточных пространств — М.: Наука, 1985

по «Новой хронологии»
- Совм. с Фоменко А. Т. Новые методики статистического анализа нарративно-цифрового материала древней истории. — Научный совет по комплексной проблеме Кибернетика при Президиуме АН СССР, 1980.
- Критическое исследование хронологии древнего мира. В 3-х тт. — М.: Крафт+Леан, 2000